# 金人庆
金人庆（1944年7月29日—2021年8月28日），江苏苏州人，中华人民共和国政治人物；中央财政金融学院财政系毕业，高级经济师。1972年3月加入中国共产党，是中共十五届中央候补委员、十六届中央委员。曾任中华人民共和国财政部部长、国务院发展研究中心副主任等职。2005年，被世界银行、国际货币基金组织年会例报《新兴市场》评选为“年度亚洲最佳财长”。

## 生平

### 早期生涯
1966年9月，金人庆大学毕业后，因受“文化大革命”影响，曾留校等待分配两年。1968年10月，才被分配到云南省永胜县粮食局工作，开始了从政之路。历任永胜县粮食局副局长，永胜县财办副主任，中共永胜县委常委、永胜县革委会副主任、永胜县副县长、中共永胜县委副书记、永胜县代县长、永胜县县长，中共云南省丽江地委委员、行署副专员等职。1985年8月，时年41岁的金人庆被擢升为云南省副省长。

### 财税系统任职
1991年9月，在云南工作了23年的金人庆调入财政部，出任副部长；1995年3月转任国务院副秘书长、兼国务院机关党组副书记；半年后，出任中共北京市委常委、北京市人民政府副市长；1997年12月，晋升中共北京市委副书记。
在朱镕基出任国务院总理后不久，1998年4月金人庆被宣布出任国家税务总局局长。此时正值亚洲金融危机，新一届政府依然提出了增加税收人民幣1000亿元的目标。金人庆一上任，就先后在浙江、北京、四川分片召集了由各个地区的国税、地税局长参加的座谈会。在金人庆任国家税务总局局长的五年里，中国财政税收从1999年的突破人民幣1万亿元，到2003年时已增加了一倍、达到人民幣2万亿元。

### 财政部长
2003年3月17日，中华人民共和国主席胡锦涛发布第二号中华人民共和国主席令，根据国务院总理温家宝的提名和中华人民共和国第十届全国人民代表大会第一次会议的决定，金人庆被任命为财政部部长。媒体曾把他和时任国家发改委主任的马凯、原商务部部长吕福源、中国人民银行行长周小川并列为温家宝内阁的“四大财经官员”。

### 辞职与转任
任期尚未结束，2007年8月30日，金人庆突然以個人理由辞去了财政部长的职务；同时，被任命为国务院发展研究中心副主任，仍然享受正部長級待遇。2009年11月，已到65岁退休年龄的金人庆，被免去了国务院发展研究中心副主任职务，平静地结束了政治生涯。

### 火灾去世
2021年8月27日晚23时47分，金人庆在北京市海淀区玉渊潭南路9号院（财政部亮果厂小区）的一楼家中遭遇阳台书籍失火，被送往首都医科大学附属复兴医院抢救，28日清晨6时45分抢救无效逝世，享年77岁，財新網報道中並補充「金人慶的夫人身體一直欠佳，8月早些時候剛剛去世」。
《财经》从接近财政部系统的知情人士了解到，金人庆之前做过心脏手术。三位邻居告诉记者，火灾发生时仅有金人庆在家。另有同小区的居民表示，没听到任何声音與烟雾，听说是老人自己报警。
南方都市报报道中，其去世两个月前曾露面参观多个艺术展。 南都记者查阅公开报道发现，6月11日，金人庆曾到北京银帝艺术馆参观多个艺术展，银帝艺术馆馆长吕建富陪同参观；7月23日，原中国人民大学财政系主任陈共教授逝世，金人庆曾敬献花圈并致以深切哀悼，对其家属表达诚挚慰问。

## 轶闻
2007年8月30日，金人庆突然以個人理由辭去财政部部长职务。媒体消息称，辞职与金人庆生活腐败等问题有关，有报道称是因为中了台湾特务的美人计；但中国官方一直没有证实。2009年11月，已到正部级官员退休年龄的金人庆被免去最后一项职务，平静地结束了政治生涯。